# Sportåret 1791

## Händelser

### Baseboll
- 5 september – Första kända användandet av ordet baseball i Nordamerika i ett dokument från Pittsfield i Massachusetts som förbjuder utövandet av denna och andra bollsporter inom ett avstånd av 80 yards från stadens nya möteshus.[1][2]

### Boxning

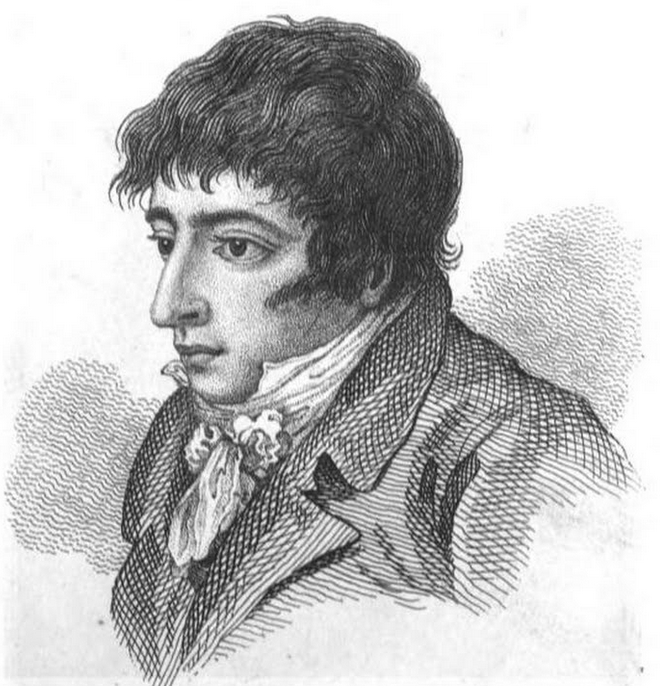
Daniel Mendoza.

- 17 januari – Ben Brain besegrar Tom Johnson i Wrotham och tar därmed över den engelska mästerskapstiteln i tungvikt. Matchen varar i 21 minuter över 18 ronder. Brain blir därefter sjuk och drar sig tillfälligt tillbaka.[3]

- 2 augusti – Daniel Mendoza besegrar Squire Fitzgerald i Dublin. Matchen varar i 20 eller 26 minuter.[4]

### Cricket
- Okänt datum – Middlesex CCC vinner County Championship (en inofficiell titel fram till 1890, då de första officiella mästarna koras).